# Триводици
Триводици е село в Централна Южна България. То се намира в община Стамболийски, област Пловдив.

## География
Село Триводици е разположено в равното и плодородно Кричимско поле на Тракия в непосредствена близост до десния бряг на река Марица. Също толкова непосредствено, в землището на селото попадат и част от Бесапарски ридове, които са част от подножието на северните склонове на Западните Родопи. От близкия им връх – Текир връх (от старото име на селото – Текира), издигащ се над селото, се оформя невероятно живописна гледка към къщите и близките градове и села. Най-близкият град е Стамболийски /7 км/, а областните центрове Пловдив и Пазарджик отстоят съответно на 25 и 15 километра. Близки до селото са и градовете Кричим, Перущица, Съединение и Брацигово. На север, край последните къщи на селото, река Марица разделя землището на селото с тези на близките села Хаджиево и Говедаре, и двете от област Пазарджик. На изток от селото е град Стамболийски. На запад селото граничи със землището на село Огняново, Пазарджишко. На югозапад близко село е брациговското Исперихово. На юг – югоизток границите си разделя със землището на Ново село.
Основният поминък на населението в селото е земеделието (лозарство, овощарство, зеленчукопроизводство, гъбарство, говедовъдство, овцевъдство, рибовъдство).
Карстовите извори край селото са едни от най-големите в България. Дебитът им е 1400л/с. Водите им с подземен бетонен ръкав са отведени до завода за целулоза и хартия в Стамболийски. В миналото те са движели няколко воденици.
На хълма, който е част от Бесапарски ридове, над изворите, има изход на пещерно образование, водещо вероятно до водите им, но не е проучено.
Любопитно е и, че в землището на селото се намират и едни от най-големите рибарници в България.

## История
Старото име на селото е Текира (от създаването му до 14 август 1934 г.). Според предания старото име на селото идва от името на турски бей, който се е казвал Текир бей, от където в миналото са наричали селото Текира. Друга версия за произхода на името е, че текире на турски означава „свято място“ във връзка с това, че в края на селото е имало останки от древно тракийско светилище на нимфите. То е било построено в непосредствена близост до карстовите извори на североизток от древния тракийски град Бесапара. Върху тези останки е построен параклисът „Възнесение Господне“ (съвсем близо до жп спирка Хаджиево).
В селото извират три извора. Носи се легенда, че овчари лятно време водили своите овце на паша в Рила. Един ден овчар хвърлил своята гега, за да завърне стадото, но тя попаднала в едно от Рилските езера. През есента, когато прибрал стадото в селото, той го завел на водопой на изворите и там видял своята гега. Така се носи легендата, че изворите идват от планината Рила. Много хора се къпят в изворите защото считат водата за лековита. Така селото получава своето наименование Триводици, защото от три места вода извира.
На 6 август 2005 г., вследствие на проливните дъждове и придошлите води на р. Марица предпазната дига край селото се скъсва и по-голямата част от селото е наводнена. Домовете на около 220 семейства биват наводнени, част от тях остават без дом.

## Религии
Преобладаващата част от жителите са православни християни.
На 2 март 2008 г. е направена първа копка за изграждане на православен храм в центъра на селото, който ще носи името „Свети Георги“. Ритуалът е отслужен от Пловдивския митрополит Николай, като присъстват още: народният представител от Коалиция за България Пламен Славов, членът на Комисията по правата на човека и вероизповеданията към XL народно събрание професор Иван Желев, кметът на община Стамболийски Иван Атанасов, председателят на ОбС Никола Михайлов, кметът на с. Триводици Симеон Димитров, много жители на селото и гости.
През 2016 и 2017 г. са отпуснати средства от Община Стамболийски за довършването на сградата на новия храм в центъра на селото.
На 7 ноември 2021 г. храмът е осветен от Негово Високопреосвещенство Пловдивския митрополит Николай, който възглавява първата св. Литургия в него. Сред богомолците са кметът на община Стамболийски г-н Георги Мараджиев и кметът на селото г-н Симеон Димитров.
В светия престол на храма са вградени частици от мощите на св. Баташки мъченици.

## Обществени институции
- Кметство – с. Триводици;
- Народно читалище „Иван Царев-1906". Предполага се, че читалищна дейност е извършвала и сградата на кметството, преди създаването на читалището. Сградата на сегашното читалище е построена между 1959 г. и 1961 г. Преди това друга сграда е изпълнявала функциите на читалище.
- Основно училище „Васил Левски“ – има данни за съществуването от 1900 г., насам, но се предполага, че и преди това е имало училище, най-вероятно килийно;
- Целодневна детска градина „Изворче“;

## Културни и природни забележителности
Селото има малък манастир, посветен на „Възнесение Господне“ – това е едно от най-красивите места в землището на селото. Зад манастира се намират и „чудотворните" три извора, откъдето идва и името на селото. Старите хора казват, че водата на изворите помага най-много на зрението.
Селото е известно и с уникалното и ендемитно растение Текирска мишорка, която се среща само в България и само в района на Бесапарските ридове между Пазарджик и Стамболийски. Самите Бесапарски ридове са част от северните склонове в подножието на крайните Западни Родопи. Растението се среща само и единствено тук и никъде другаде в България, Европа и света, което го прави уникално. То е защитено в Червената книга на Република България.
Текирската мишорка (Gypsophila tekirae) е ендемитен вид многогодишно тревисто растение от семейство Карамфилови, разпространен само в България, на територията на област Пазарджик (защитената зона Бесапарски ридове).
Текирската мишорка е описана и класифицирана през 1929 г. от българския ботаник академик Борис Стефанов в книжка 3 на „Известия на българското ботаническо дружество“ по екземплярите от хербария на Стефан Георгиев. Името на вида текире (tekirae) е производно от старо име на с. Триводици, което се е казвало Текира, макар текирската мишорка да не се среща в землището на селото. Според информация на РИОСВ Пазарджик, проф. Георгиев събира за първи път растението от околностите на с. Хаджиево, но посочва името на съседното село Текира като по-известно. Но по-късно най-много екземпляри са открити в земите над Триводици. Когато акад. Стефанов описва текирската мишорка, той приема, че е събрана от околностите на с. Текира, и дава на новия вид това име.

## Редовни събития
Празникът на селото е на Спасовден. На този ден в много домове в селото се колят агнета. Много тачени и харесвани са и празниците Йордановден (на 6 януари всяка година се хвърля Христовия кръст в р. Марица), Бабин ден (на 21 януари се прави специален ритуал за празника), Гергьовден (на 6 май всяка година десетки семейства отбелязват празника с курбан за здраве и печено агне).

## Личности
- Надка Караджова (1937 – 2011) – народна певица
- проф. дбн. Димитър Нанкинов (1942 – 2018) – орнитолог, дългогодишен директор на Българската орнитологическа централа към Института по зоология при БАН

1. ↑  www.grao.bg